# اوساتو، میاگی
اوساتو، میاگی (به لاتین: Ōsato, Miyagi) یک منطقهٔ مسکونی در ژاپن است که در استان میاگی واقع شده‌است. اوساتو ۸۲٫۰۲ کیلومترمربع مساحت و ۸٬۵۱۰ نفر جمعیت دارد.